# Ophiacantha abyssa
Ophiacantha abyssa is een slangster uit de familie Ophiacanthidae.
De wetenschappelijke naam van de soort werd in 1982 gepubliceerd door M.A. Kyte.